# Cooper Raiff
Cooper Michael Raiff (Dallas, 11 de fevereiro de 1997) é um cineasta e ator estadunidense. É conhecido pelos seus filmes Shithouse (2020) e Cha Cha Real Smooth (2022), ambos recebidos positivamente pela crítica. Em 2022, a revista Variety incluiu Raiff em sua lista de diretores que merecem atenção.

## Filmografia

### Filmes
| Year | Título              | Diretor | Roterista | Produtor | Ator | Papel          | Observação         |
| ---- | ------------------- | ------- | --------- | -------- | ---- | -------------- | ------------------ |
| 2018 | Madeline & Cooper   | sim     | sim       | sim      | sim  | Cooper         | Filme de estudante |
| 2019 | Gold                | não     | não       | não      | sim  | Shmash         | Curta-metragem     |
| 2020 | Shithouse           | sim     | sim       | sim      | sim  | Alex Malmquist | Também editor      |
| 2022 | Cha Cha Real Smooth | sim     | sim       | sim      | sim  | Andrew         |                    |